# Метаботропные рецепторы
Метаботропные рецепторы — это подтип трансмембранных рецепторов в эукариотических клетках, воздействие на которые приводит к первичным, непосредственным изменениям метаболизма в клетке (откуда, собственно, и название «метаботропные» рецепторы). Эффект всех без исключения метаботропных рецепторов опосредуется через те или иные системы вторичных посредников. Метаботропные рецепторы могут быть расположены как на поверхностной мембране клетки, так и на мембранах внутриклеточных везикул.
На основании их структурных и функциональных характеристик, все рецепторы к нейромедиаторам и гормонам могут быть разделены на две большие категории: метаботропные и ионотропные рецепторы. Ионотропные рецепторы непосредственно связаны с ионными каналами клетки. А метаботропные рецепторы не имеют прямой связи с ионными каналами на поверхности клетки или её везикул и осуществляют передачу сигнала на них через те или иные внутриклеточные сигнальные механизмы, нередко — через G-белки. В частности, все G-белок-связанные рецепторы по определению являются метаботропными. Другие известные примеры метаботропных рецепторов включают в себя рецепторные тирозинкиназы и гуанилатциклазы.
Оба типа рецепторов — метаботропные и ионотропные — активируются при связывании с ними специфического лиганда — эндогенного или экзогенного агониста, обычно нейромедиатора или гормона. Когда активируется ионотропный рецептор, он открывает ионный канал, который позволяет вход внутрь клетки или, напротив, выход из клетки ионов, таких, как ионы натрия, калия, кальция или хлора, что приводит к изменениям электрического потенциала клетки. Когда же активируется метаботропный рецептор, активируются связанные с ним внутриклеточные сигнальные каскады (системы вторичных посредников) и запускается цепочка тех или иных внутриклеточных событий, которые могут приводить или не приводить к открытию или закрытию ионных каналов клетки.

## Примеры
Этот класс рецепторов включает в себя метаботропные глутаматные рецепторы, мускариновые ацетилхолиновые рецепторы, ГАМК-Б рецепторы, и большинство подтипов серотониновых рецепторов (за исключением 5-HT3-рецептора, который является ионотропным), а также рецепторы к норадреналину, адреналину, гистамину, дофамину, различным нейропептидам, гормонам, факторам роста, эндогенным опиоидам (эндорфинам) и каннабиноидам.

## Структура
Наиболее распространённый тип метаботропных рецепторов — G-белок-связанные рецепторы — имеют семь гидрофобных трансмембранных доменов. Большинство из них являются (или могут являться) мономерными белками, хотя ГАМК-Б рецепторы требуют гетеродимеризации для своего правильного функционирования. N-терминальный конец белка при этом расположен во внеклеточном пространстве, а C-терминальный конец — во внутриклеточном.
Эти семь трансмембранных доменов, с наружным N-терминальным концом, часто имеют (или предполагается, что имеют) α-спиральную структуру. Полипептидная цепочка типичного G-белок-связанного рецептора обычно состоит из приблизительно 450—550 аминокислотных оснований. Эти белки часто подвергаются гликозилированию, а также пальмитированию. Пальмитирование обеспечивает повышение их гидрофобности и локализацию их на поверхности мембраны клетки в специфических местах.

## Функция
Эндогенными лигандами (агонистами) метаботропных рецепторов являются те или иные нейромедиаторы или гормоны, которые, связываясь с рецептором, изменяют его пространственную конфигурацию, что приводит к его активации и запуску тех или иных внутриклеточных сигнальных каскадов (причём связанных с одним и тем же рецептором сигнальных каскадов может быть несколько, то есть более одного). Это, в свою очередь, может приводить к открытию или закрытию тех или иных ионных каналов и к другим изменениям в метаболизме и жизнедеятельности клетки, например к изменению транскрипции генов, изменениям в фосфорилировании тех или иных белков. Когда лиганд-агонист (нейромедиатор или гормон) связывается с белком рецептора (первичным передатчиком сигнала), этот белок-рецептор активирует внутриклеточные первичные эффекторные белки (например, G-белок и через него так называемую гормончувствительную аденилатциклазу). Это, в свою очередь, приводит к образованию так называемых вторичных посредников (например, цАМФ) и к активации вторичных эффекторных белков (например, протеинкиназы A). Вторичные эффекторные белки, в свою очередь, запускают множественные третичные эффекторы и далее нисходящий эффекторный каскад вплоть до эффекторов N-го порядка. Поскольку открытие и закрытие ионных каналов при помощи метаботропных рецепторов требует активации целой системы вторичных посредников и эффекторов, то ионные каналы, активность которых косвенно регулируется этими рецепторами, требуют больше времени для своего открытия или закрытия, чем ионные каналы, ассоциированные с ионотропными рецепторами. Поэтому метаботропные рецепторы не вовлечены в механизмы, которые требуют от клетки очень быстрой реакции. Однако эффекты, опосредуемые метаботропными рецепторами, держатся дольше. Метаботропные рецепторы, как правило, сохраняют активированное состояние в течение секунд или минут после связывания с агонистом. Поэтому они имеют более длительные эффекты, чем ионотропные рецепторы, которые открываются почти мгновенно (время реакции ~10 мкс), но остаются открытыми лишь в течение нескольких миллисекунд. Кроме того, эффект ионотропных рецепторов заключается преимущественно в локальных изменениях электрического потенциала мембраны в окрестности рецептора, в то время как метаботропные рецепторы могут оказывать влияние на метаболизм и жизнедеятельность всей клетки.
Метаботропные рецепторы могут как открывать, так и закрывать ионные каналы клетки (в отличие от ионотропных рецепторов, активация которых всегда приводит к открытию в норме закрытого ионного канала). Они могут вызвать повышение возбудимости клеточной мембраны при помощи закрытия калиевых каналов клетки, что приводит к удержанию положительных зарядов внутри клетки и уменьшению тока, необходимого для возникновения потенциала действия. Метаботропные рецепторы на пресинаптической мембране могут ингибировать (чаще) или стимулировать (реже) выделение нейромедиаторов из пресинаптического нейрона. Метаботропные рецепторы могут быть субклассифицированы в зависимости от используемых ими механизмов передачи сигнала и используемых систем вторичных посредников и эффекторов на рецепторные тирозинкиназы, G-белок-связанные рецепторы и гуанилатциклазы.

## Вторичные посредники метаботропных рецепторов
|                                                                              | Система цАМФ | Система фосфатидилинозитола                                                                                    | Система арахидоновой кислоты                       | Система цГМФ                                          | Тирозинкиназная система                  |
| Лиганд (первичный мессенджер), агонист рецептора: Нейромедиаторы (Рецепторы) | Адреналин (α2, β1, β2) Ацетилхолин (M2) | Адреналин (α1) Ацетилхолин (M1, M3)                                                                            | Гистамин (Гистаминовые рецепторы)                  | Синтаза оксида азота                                  | -                                        |
| Лиганд (первичный мессенджер), агонист рецептора: Гормоны                    | Адренокортикотропный гормон, Предсердный натриуретический пептид, Кортикотропин-рилизинг-фактор, Кальцитонин, Фолликулостимулирующий гормон, Глюкагон, Хорионический гонадотропин, Лютеинизирующий гормон, Меланоцитстимулирующий гормон, Паратгормон, ТТГ | Ангиотензин, Гонадотропин-рилизинг-фактор, Соматотропин-рилизинг-фактор, Окситоцин, Тиротропин-рилизинг-фактор | -                                                  | Предсердный натриуретический пептид, Оксид азота (II) | Инсулин, Инсулиноподобный фактор роста-1 |
| Передатчик сигнала                                                           | G-белок-связанный рецептор/Gs (β1, β2), Gi (α2, M2) | G-белок-связанный рецептор/Gq                                                                                  | Неизвестный G-белок                                | -                                                     | Рецепторная тирозинкиназа                |
| Первичный эффектор                                                           | Гормончувствительная Аденилатциклаза | Фосфолипаза C                                                                                                  | Фосфолипаза A                                      | Гуанилатциклаза                                       | RasGEF (Grb2-Sos)                        |
| Вторичный посредник (вторичный мессенджер)                                   | циклический аденозинмонофосфат (цАМФ) | Инозитолтрифосфат (IP3); Диацилглицерин (DAG, ДАГ); Кальций                                                    | Арахидоновая кислота                               | циклический гуанозинмонофосфат (цГМФ)                 | Ras (малая ГТФаза)                       |
| Вторичный эффектор                                                           | цАМФ-зависимая протеинкиназа A (PKA) | Протеинкиназа C (PKC); Кальмодулин (CaM)                                                                       | 5-липоксигеназа, 12-липоксигеназа, циклооксигеназа | Протеинкиназа G                                       | Киназа киназы киназы MAP (MAP3K) (c-Raf) |

## Для дополнительного чтения
- Zimmerberg, B. 2002. Dopamine receptors: A representative family of metabotropic receptors. Multimedia Neuroscience Education Project